# Blateșnița, Pernik
Blateșnița (în bulgară Блатешница) este un sat în comuna Zemen, regiunea Pernik,  Bulgaria. 

## Demografie
Componența etnică a satului Blateșnița
     Bulgari (83%)
     Romi (15%)
     Nicio identificare (2%)
     Altele (0%)
La recensământul din 2011, populația satului Blateșnița era de 100 locuitori. Din punct de vedere etnic, majoritatea locuitorilor (83,0%) erau bulgari, cu o minoritate de romi (15,0%). Pentru 2,0% din locuitori nu este cunoscută apartenența etnică.